# Bai Qi
Bai Qi (白起; Bái Qǐ), död 257 f.Kr., var en kinesisk general i staten Qin under perioden De stridande staterna.
Han har också kallats "Hertigens barnbarn" (公孙起; Gōngsūn Qǐ) på grund av hans relation med huset Qin. Bai Qi, som lydde under Kung Zhaoxiang är känd för sin grymhet och militära effektivitet, och att inte förlorat ett enda slag i sin långa historia. Han har vunnit mer än 70 militära kampanjer, ansvarat för mer än 1 000 000 dödade motståndare.
Vid slaget vid Yique 293 f.Kr. besegrade Bai Qi staterna Han och Wei och avrättade 240 000 soldater. Under slaget vid Yan och Ying 278 f.Kr. erövrade Bai Qi staten Chu's huvudstad. Efter slaget vid Huayang 273 f.kr. avrättades 150 000 soldater då Bai Qi besegrat Han's och Wei's styrkor. Vid slaget vid Changping 260 f.Kr., som var ett av världshistoriens blodigaste slag, avrättades mer än 400 000 soldater när Bai Qi besegrade staten Zhao.
Efter segern i Changping ville Bai Qi direkt slutligen förgöra hela staten Zhao när de var försvagade efter förlusten, men ministern Fan Ju (范雎) övertalade kungen att vara mer defensiv. Två år senare led Qin stora militära förluster under en belägring av Zhao's huvudstad ledd av general Wang He. Bai Qi vägrade ta över belägringen eftersom han ansåg att situationen var omöjlig, och uppkommit eftersom Fan Ju inte följt hans tidigare råd. Bai Qi begick därefter självmord 257 f.Kr. i Duyou (杜邮) utanför huvudstaden Xianyang efter påtryckningar från kungen.

## Titlar
Bai Qi blev tilldelad följande titlar:
- You shuzhang (右庶长) "Höger general"[3]
- Guowei (国尉) "Överbefälhavare"[3]
- Da liang zao (大良造) "Premiärminister" /  "Överbefälhavare"[3]
- Wuan jun (武安君) "Lord av Wu'an"[3]

## Slag i urval
- Slaget vid Yique, 293 f.Kr.
- Slaget vid Yan och Ying, 278 f.Kr.
- Slaget vid Huayang, 273 f.kr.
- Slaget vid Changping 260 f.Kr.